# عثمان الحاج
عثمان يحيى الحاج حسن المعروف بلقب الرنقي (ولد في 5 مارس 1994 في السعودية) لاعب كرة قدم بحريني يجيد اللعب في مركز المهاجم. يلعب حاليا لصالح نادي سترة في الدوري البحريني الممتاز منذ 2023.

## المسيرة الرياضية

### الأندية
في 1 يوليو 2018 انضم الحاج إلى جدة السعودي. في موسمه الوحيد 2018-2019 وفي بطولة دوري الدرجة الأولى ساهم في حصد فريقه 26 نقطة من 15 مباراة.
في 7 ديسمبر 2018 انتقل الحاج من جدة إلى الأهلي السعودي في صفقة انتقال حر لمدة خمس سنوات. في موسمه الأول 2018-2019 وفي بطولة دوري كأس الأمير محمد بن سلمان احتل فريقه المركز الرابع بفارق 15 نقطة عن البطل النصر وبالتالي تأهل إلى دوري أبطال آسيا. وفي بطولة كأس خادم الحرمين الشريفين ساهم في وصول فريقه إلى الدور الثمن النهائي. وفي بطولة دوري أبطال العرب ساهم في وصول فريقه إلى الدور النصف النهائي. وفي بطولة دوري أبطال آسيا ساهم في احتلال فريقه المركز الثاني في المجموعة الرابعة وبالتالي صعد إلى الدور الربع النهائي.
في 31 أغسطس 2019 انتقل الحاج من الأهلي إلى الفيحاء بالإعارة لمدة موسم واحد. في موسمه الوحيد 2019-2020 وفي بطولة دوري كأس الأمير محمد بن سلمان احتل فريقه المركز الرابع عشر بفارق نقطة واحدة عن منطقة الأمان وبالتالي هبط إلى الدرجة الأولى. وفي بطولة كأس خادم الحرمين الشريفين ساهم في وصول فريقه إلى الدور الثمن النهائي. في 6 أكتوبر 2020 انتهت الإعارة وعاد الحاج إلى الأهلي.
في موسمه الثاني والأخير مع الأهلي 2020-2021 وفي بطولة دوري كأس الأمير محمد بن سلمان احتل فريقه المركز الثامن بفارق 4 نقاط عن منطقة الهبوط. وفي بطولة كأس خادم الحرمين الشريفين 2019-2020 خسر فريقه في الدور النصف النهائي. وفي بطولة كأس خادم الحرمين الشريفين 2020-2021 خرج فريقه من الدور الثمن النهائي. وفي بطولة دوري أبطال آسيا احتل فريقه المركز الثالث في المجموعة الثالثة وبالتالي فشل في الصعود إلى الدور الثمن النهائي.
في 3 سبتمبر 2021 انتقل الحاج من الأهلي إلى العين بالإعارة لمدة موسم واحد. في موسمه الوحيد 2021-2022 وفي بطولة دوري يلو الدرجة الأولى السعودي احتل فريقه المركز الحادي عشر بفارق نقطتين عن منطقة الهبوط. في 30 يونيو 2022 انتهت الإعارة وعاد الحاج إلى الأهلي.
في 1 يوليو 2022 انتهى العقد بين الطرفين ورحل الحاج عن الأهلي.
في 1 سبتمبر 2022 انضم الحاج إلى سترة البحريني في صفقة انتقال حر. في موسمه الوحيد 2022-2023 وفي بطولة الدوري البحريني الممتاز ساهم في احتلال فريقه المركز الخامس بفارق 4 نقاط عن البطل الخالدية. وفي بطولة كأس ملك البحرين ساهم في وصول فريقه إلى الدور الربع النهائي حينها خسر من المنامة بركلات الترجيح. وفي بطولة كأس الاتحاد البحريني فشل فريقه في التأهل إلى الدور النصف النهائي بعدما احتل المركز الخامس في المجموعة الرابعة بفارق 6 نقاط عن المتصدر البحرين.
في 1 يوليو 2023 انتقل الحاج من سترة إلى الخالدية البحريني (الدوري الممتاز) في صفقة انتقال حر.

## الحياة الشخصية
هو شقيق اللاعب محمد الحاج .

## روابط خارجية
- عثمان الحاج على موقع Soccerway.com (الإنجليزية)